# Du sköna
Du sköna är en svensk-norsk dramafilm från 2010 i regi av Stina Bergman. I rollerna ses bland andra Herta Jankert, Mikaela Oskarson-Kindstrand och Olga Fare. Filmen var Bergmans regidebut efter att ha gjort kortfilmerna Solkatten 2003 och Bikini 2009.

## Handling
Filmen utspelar sig i en by vid en älv någonstans i Sverige där ett antal dysfunktionella familjer bor i äldre röda trähus. Fäderna sviker eller trakasserar sina familjer. De flesta barnen är rödhåriga.

## Rollista
- Herta Jankert
- Mikaela Oskarson-Kindstrand
- Olga Fare
- Ida Andersson
- Anna Bellika
- Oskar Sarbäck
- Sofia Berg-Böhm
- Per Hardestam
- Anna Jankert
- Peter Jankert
- Maria Grip
- Kenneth Risberg
- Katarina P. Jäder
- Peter Stefansson
- Björn Söderbäck
- Håkan Jäder
- Erik Gullbransson
- Cecilie Nerfont
- Christer Nerfont
- Per Lagergren
- Hugo Hardestam
- Tommy Linell
- Hjalmar Hardestam
- Ebba Hardestam
- Siri Hedeås
- Maggan Bergh
- Britta Linell
- Åke Karlsson
- Göran Bergh
- Ketil Lundbekk
- Johanna Andersson
- Sunniva Lundbekk
- Elvira Dahlström
- Maja Ellinge
- Moa Gustafsson
- Johanna Jormesäter
- Katarina Karlsson
- Klara Jäder
- Kalle Jäder
- Eva Prestberg
- Kirsti Engström
- Kay Cuthbert

Statister
- Ingrid Dahlström
- Wilma Larsson
- Julia Larsson
- Ellen Gustavsson
- Ebba Hed
- Anja Bergman
- Marie Hedell
- Hanna Olsson
- Ann-Katrin Dahlström
- Tina Hed
- Per Larsson
- Markus Bergman
- Isabel Prestberg Hjerpe
- Tina Hedell
- Tina Jansson
- Linnea Benneberg
- Linnéa Åsengård
- Lena Larsson
- Carl-Magnus Hedefalk
- Emma Karlsson
- Britt-Inger Ekelund
- Fanny Söderbäck
- Yvonne Rock
- Alf Haugen
- Janne Engström

## Om filmen
Du sköna producerades av Torstein Nybø, Bergman och Thomas Roger för Alma Film och distribueras av Bergmans eget bolag. Den spelades in i en första omgång i Västanå mellan den 29 juni och 22 juli 2006 och i en andra omgång i Munkfors mellan den 6 och 19 augusti 2006. Den fotades av Anders Nybø och klipptes sedan samman av Roger Sellberg. Musiken komponerades av Rune Sørgård. Budgeten var på 8 000 000 svenska kronor.
Filmen premiärvisades den 17 september 2010 i Sverige på Bio Rio och gjordes samtidigt tillgänglig på The Pirate Bay. Den visades i Sveriges Televisions kanal SVT2 den 20 juni 2011. Fotografen Nybø nominerades till pris för bästa fotodebut vid festivalen Camerimage 2010.

## Mottagande
Svenska Dagbladets recensent Astrid Söderbergh Widding gav filmen betyget 3/6. Hon kallade filmen för en "formstark debut, stramt komponerad i nio kapitel, med ett bildspråk som dröjer sig kvar på näthinnan." Hon ansåg också att filmen var ojämn, bland annat när det kom till replikerna.